# Christoph 18
Christoph 18 ist der Funkrufname des Rettungshubschraubers, der in Unterfranken an der Main-Klinik Ochsenfurt stationiert ist. 

## Geschichte
Das Luftrettungszentrum Ochsenfurt existiert seit dem 31. Juli 1980 an der Main-Klinik Ochsenfurt. Das Bundesministerium des Innern hatte damals jedoch Engpässe bei der Zuführung seiner Zivilschutz-Hubschrauber. So sprang der ADAC e. V. mit seiner Tochter ADAC-Sicherheitskreis GmbH ein und flog von Ochsenfurt aus die ersten Einsätze. Erst am 3. November 1981 übernahm der Bundesgrenzschutz vollständig den Flugbetrieb an der Station. 
Im Januar 1996 übernahm die Deutsche Rettungsflugwacht e. V. die Station, nachdem sich der BGS zunehmend aus der Luftrettung zurückzog.
Seit Januar 2011 betreibt die ADAC Luftrettung gGmbH die Station. Aufgrund umfangreicher Renovierungsarbeiten am Stützpunkt wurde der Standort des Hubschraubers vorübergehend an den nahegelegenen ehemaligen Militärflugplatz Giebelstadt verlegt, welcher sich nur zwei Flugminuten vom Luftrettungszentrum Ochsenfurt entfernt befindet. Für ca. 1,7 Mio. € wurde der Hangar überholt und der Sozialtrakt für die Crews komplett neu errichtet, mit Ruheräumen und entsprechend aktuell gültiger arbeitsschutz- und hygienerechtlicher Bestimmungen.
Seit dem 15. Januar 2013, nach zweijähriger Renovierungszeit, fliegt Christoph 18 wieder von Ochsenfurt aus.
Nachdem der Zweckverband für Rettungsdienst und Feuerwehralarmierung Würzburg (ZRF) im November 2019 den Betrieb ausschreiben musste, erhielt die ADAC Luftrettung am 7. Juli 2020 den Zuschlag, die Station für weitere fünf Jahre zu betreiben.

## Hubschrauber
Von der Gründung der Station bis 1996 flogen in Ochsenfurt eine BO 105 und zeitweise eine Bell UH-1D zunächst vom ADAC und Bundesministerium des Innern, später von der Deutschen Rettungsflugwacht.
Im September 1996 wurde am LRZ Ochsenfurt eine der ersten Eurocopter EC 135 mit dem Kennzeichen D-HQQQ stationiert. Sie löste die BO105 ab.
Diese wurde im Juli 2002 durch eine EC 135 P2 mit der Kennung D-HDRC ersetzt. Christoph 18 ist einer der ersten Rettungshubschrauber, welcher mit dem sogenannten Rescue Track ausgestattet wurde. 
Zum Jahreswechsel 2020/21 wurde ein Airbus Helicopters H135 in Dienst gestellt. 
Als Ersatzmaschinen kamen sowohl von DRF als auch vom ADAC zeitweise BK 117 zum Einsatz.

## Besatzung
Die Besatzung der Maschine besteht aus je einem Piloten, einem Notarzt und einem Rettungsassistenten (HEMS Crew Member). Während die Piloten als Vollzeitkräfte bei der ADAC-Luftrettung GmbH angestellt sind, stammen die Ärzte aus Würzburger und Ochsenfurter Kliniken und Praxen, die Rettungsassistenten jeweils zur Hälfte vom Bayerischen Roten Kreuz (BRK) und vom Malteser-Hilfsdienst (MHD).

## Vorfälle
Am 16. Mai 2013 beschädigte Christoph 18 bei der Landung auf einem Parkplatz in Ochsenfurt einen PKW, der sich im toten Winkel des Piloten befand. Das rechte Heckleitwerk bohrte sich durch die Windschutzscheibe, die Crew bemerkte den Schaden jedoch erst beim Aussteigen. Der PKW war zum Zeitpunkt nicht besetzt, es entstand ein Sachschaden in Höhe von 1.000 €.